# 年金数理人
年金数理人（ねんきんすうりにん）とは、年金数理の専門家である。厚生年金基金の財政を健全に維持することを目的として、厚生年金保険法の改正により、1988年から制度化された。1991年からは国民年金基金制度に適用され、2002年からは厚生労働大臣の認可を受ける確定給付企業年金にも適用されることになった。

## 職務内容
年金数理人は、各企業年金の毎年度の決算や財政再計算など、年金財政に関する年金数理関係書類について、適正な年金数理に基づいて作成されていることを確認し、署名押印することが義務付けられている。
また、厚生年金基金は、継続して財政の検証を行う年金数理人を個別に指定することが義務づけられており、指定された年金数理人を「指定年金数理人」という。

## 要件
年金数理人は、次の4つの要件を満たし、厚生労働大臣の認可を受けた者である。
1. 知識
  1. 公益社団法人日本アクチュアリー会が実施する試験（資格試験）の全科目に合格
  2. 公益社団法人日本年金数理人会が実施する試験（能力判定試験）の全科目に合格
  3. 「資格試験」と「能力判定試験」に関して、以下の要件を全て満たす
    1. 資格試験の「数学」及び「損保数理」（平成19年度以前については資格試験の「数学」）または能力判定試験の「基礎数理Ⅰ」に合格
    2. 資格試験の「生保数理」または能力判定試験の「基礎数理Ⅱ」に合格
    3. 資格試験の「年金数理」または能力判定試験の「年金数理」に合格
    4. 資格試験の「会計・経済・投資理論」または能力判定試験の「会計・経済・投資理論」に合格
    5. 能力判定試験の「年金法令・制度運営」に合格
2. 経験：確定給付企業年金等の年金数理に関する業務に5年以上従事した者であること。
3. 責任者たる経験：年金数理業務の責任者として、年金数理業務に2年以上従事した者であること。
4. 十分な社会的信用を有するものであること。

## 制度の問題点
李洪茂と小笠原義秀は、年金数理人制度について、年金数理人のほとんどは独立性を持たず、企業主から収入を得ている受託会社の従業員となっているため、事業主の代理人として事業主と癒着しやすく、合理的・客観的な仮定に基づいて設定されるべき基準率を操作した年金数理を適用するなど、事業主に有利な財政検証を行うことが予測されると指摘した。両者は、年金数理人が認可を受けた確定給付型企業年金の書類を確認し、企業の年金「改革」に助言することで、企業と利害相反関係にある加入者・受給者の受給権保護に決定的な悪影響を及ぼす可能性があるとしている。